# سنت آلبانز (شهر)، ورمانت
سنت آلبانز (شهر)، ورمانت (به انگلیسی: St. Albans (city), Vermont) یک سکونتگاه مسکونی در ایالات متحده آمریکا است که در شهرستان فرانکلین، ورمانت واقع شده‌است.

## خصوصیات
سنت آلبانز ۴۰٫۱ کیلومترمربع مساحت و ۶٬۹۱۸ نفر جمعیت دارد و ۶۱ متر بالاتر از سطح دریا واقع شده‌است.